# チャールズ・タルボット (初代タルボット男爵)

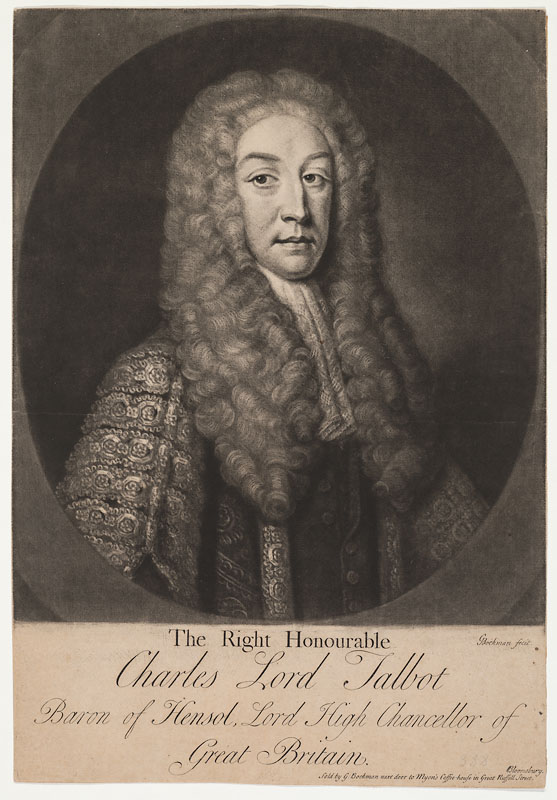
1737年頃の肖像画

初代タルボット男爵チャールズ・タルボット（英語: Charles Talbot, 1st Baron Talbot, PC、1685年12月22日（洗礼日） – 1737年2月14日）は、グレートブリテン王国の法律家、政治家。1733年から1737年まで大法官を務めた。

## 生涯
ダラム主教ウィリアム・タルボットとキャサリン・キング（Catherine King）の長男として、チッペナムで生まれ、1685年12月22日に洗礼を受けた。1700年頃にイートン・カレッジで教育を受けた後、1702年3月25日にオックスフォード大学オリオル・カレッジに入学、1704年10月12日にB.A.の学位を修得した。同年にオール・ソウルズ・カレッジのフェロー（研究員）に選出され、1707年6月28日にインナー・テンプルに入学、1711年2月11日に弁護士資格免許を得た。その後、1714年4月26日にLL.B.の学位を修得した。
1717年5月31日に王太子ジョージの法務次官に任命され、1719年1月31日にリンカーン法曹院入りを果たし、1726年5月6日にはインナー・テンプルとリンカーン法曹院の評議員に選出された。1720年3月15日の補欠選挙で当選してトレゴニー選挙区の庶民院議員になり、1722年イギリス総選挙でシティ・オブ・ダラム選挙区に鞍替えした後、以降叙爵まで同選挙区の議員を務めた。1722年の総選挙の後、議会が10月9日に開会すると、タルボットは王太子ジョージの寵臣スペンサー・コンプトンの庶民院議長選出を支持した。
1726年4月23日にイングランド及びウェールズ法務次官に任命され、1727年に王太子ジョージがジョージ2世として国王に即位したときも続投した。法務次官の在任中、タルボットはイングランド及びウェールズ法務総裁のフィリップ・ヨークとともにトマス・バンブリッジの訴追を進め、議会では1729年2月にヘッセン傭兵の維持を弁護、1733年3月にロバート・ウォルポールの消費税法案を支持した。また、1729年にはヨークとともに奴隷制度に関する意見書を提出、奴隷制度が適法であるとした。この意見書は長らく法曹界の参考文献とされたが、マンスフィールド男爵のサマセット対ステュアートでの判決で覆された。1730年10月10日、父ウィリアム・タルボットが死去した。
1733年に高等法院主席判事レイモンド男爵が死去、大法官キング男爵が辞任すると、ヨークとタルボットが2人の後任となることは順当だったが、タルボットがコモン・ローについては無知のため、タルボットが大法官に任命され（1737年11月29日）、ヨークがより下位の高等法院主席判事に任命された。そして、ヨークをなだめるために、彼の俸給が毎年3千ポンドから4千ポンドに引き上げられ、さらにタルボットが俸給から1千ポンド拠出してヨークに与えることとなった。大法官任命と同日、タルボットは枢密顧問官に任命され、12月5日にはヘンソルのタルボット男爵に叙された。爵位名の「ヘンソル」は結婚で得たグラモーガンのヘンソルに由来する。1734年1月17日、タルボットは正式に貴族院議員に就任した。
最晩年の闘病生活では国王夫婦から毎日病状を聞かれたという。そして、1737年2月14日、タルボットはリンカーンズ・イン・フィールズの自宅で死去した。長男ウィリアムが爵位を継承した。

## 人物
同時代の人々からは才人と評価され、ジョセフ・バトラーは著作の『自然宗教と啓示宗教のアナロジー』をタルボットに献呈した。また、詩人ジェームズ・トムソンのパトロンだったという。
ハーヴィー男爵はヨークとタルボットを「1人は無限の知識を有し、もう1人は無限の創意を有した」と高く評価した。

## 家族
1708年6月、セシル・マシューズ（Cecil Mathews、1720年6月13日没、チャールズ・マシューズの娘）と結婚、5男をもうけた。
- ウィリアム（英語版）（1710年 – 1782年） - 第2代タルボット男爵、後に初代タルボット伯爵に叙爵
- ジョン（英語版）（1712年頃 – 1756年） - 庶民院議員、1737年5月に結婚、1748年8月に第2代チェットウィンド子爵ジョン・チェットウィンドの娘キャサリンと再婚、子供あり
- ジョージ（1782年11月19日没） - 聖職者。1761年1月3日に初代フォルクストーン子爵ジェイコブ・ブーヴェリーの娘アンと結婚、子供あり

## 関連図書
- Macnair, M. "Talbot, Charles, first Baron Talbot of Hensol (bap. 1685, d. 1737)". Oxford Dictionary of National Biography (英語) (online ed.). Oxford University Press. doi:10.1093/ref:odnb/26923。 (要購読、またはイギリス公立図書館への会員加入。)
- Lord Campbell（英語版）, Lives of the Lord Chancellors and Keepers of the Great Seal (8 vols. London, 1845–69)
- Edward Foss（英語版）, The Judges of England (9 vols. London, 1848–64)
- Lord Hervey, Memoirs of the Reign of George II ( 2 vols. London. 1848)

| グレートブリテン議会                                         | グレートブリテン議会 | グレートブリテン議会                       |
| ------------------------------------------------------------ | --- | ------------------------------------------ |
| 先代 サー・エドマンド・プリドー準男爵 ジェームズ・クラッグス | 庶民院議員（トレゴニー選挙区選出） 1720年 – 1722年 同職：ジェームズ・クラッグス 1720年 ダニエル・パルトニー 1720年 – 1721年 ジョン・メリル 1721年 – 1722年                | 次代 ジェームズ・クック ジョン・メリル     |
| 先代 ジョージ・ベイカー トマス・コニャーズ                   | 庶民院議員（シティ・オブ・ダラム選挙区選出） 1722年 – 1734年 同職：トマス・コニャーズ 1722年 – 1727年 ロバート・シャフト 1727年 – 1729年 ジョン・シャフト 1730年 – 1734年 | 次代 ヘンリー・ランブトン ジョン・シャフト |
| 司法職                                                       | |                                            |
| 先代 クレメント・ウェアーグ                                  | イングランド及びウェールズ法務次官 1726年 – 1733年 | 次代 ダドリー・ライダー                    |
| 公職                                                         | |                                            |
| 先代 キング男爵                                              | 大法官 1733年 – 1737年 | 次代 ハードウィック男爵                    |
| グレートブリテンの爵位                                       | |                                            |
| 新設                                                         | タルボット男爵 1733年 – 1737年 | 次代 ウィリアム・タルボット                |